# Laojiezi (sockenhuvudort i Kina, Yunnan Sheng, lat 26,15, long 102,56)
Laojiezi är en sockenhuvudort i Kina. Den ligger i provinsen Yunnan, i den sydvästra delen av landet, omkring 120 kilometer norr om provinshuvudstaden Kunming. Antalet invånare är 14 329. Befolkningen består av 6 641 kvinnor och 7 688 män. Barn under 15 år utgör 19,0 %, vuxna 15-64 år 68 %, och äldre över 65 år 12,0 %.
Runt Laojiezi är det ganska tätbefolkat, med 111 invånare per kvadratkilometer. Det finns inga andra samhällen i närheten. I omgivningarna runt Laojiezi växer i huvudsak blandskog.
Genomsnittlig årsnederbörd är 1 040 millimeter. Den regnigaste månaden är juli, med i genomsnitt 231 mm nederbörd, och den torraste är mars, med 15 mm nederbörd.